# Motor Mania
Motor Mania è un film del 1950 diretto da Jack Kinney. È un cortometraggio animato realizzato, in Technicolor, dalla Walt Disney Productions e uscito negli Stati Uniti il 30 giugno 1950. In questo cortometraggio sulla guida automobilistica più sconsiderata, Pippo (qui nel suo periodo di "uomo qualunque") subisce uno sdoppiamento di personalità in stile  dottor Jekyll - signor Hyde ogni volta che si mette al volante della sua auto dando così una lezione su come guidare in maniera non sicura.
Questo è il primo cortometraggio in cui il personaggio di Pippo compare ridisegnato, senza le tipiche orecchie pendenti e senza i denti sporgenti.
Motor Mania ha ricevuto il Buyer Trophy come miglior film sulla sicurezza stradale.
Nel marzo 2000 fu inserito nel film di montaggio direct-to-video I capolavori di Pippo.

## Trama
L'amichevole e gentile signor Quattropassi subisce uno sdoppiamento della personalità, trasformandosi nel violento e irascibile signor Millemiglia ogni volta che si mette alla guida della sua automobile. Quanto il signor Quattropassi è corretto, gentile e disponibile, tanto il signor Millemiglia è meschino, opportunista e senza scrupoli. Una volta raggiunta la propria destinazione in città e sceso dall'auto, il signor Millemiglia ritorna ad essere il pacato signor Quattropassi per essere vittima delle pessime maniere degli altri guidatori. Di nuovo alla guida, il protagonista si ritrasforma nel signor Millemiglia, cercando di imporre il proprio volere a tutti gli altri guidatori e finendo per avere un incidente; a questo punto, infuriato, mentre la sua macchina è trasportata via da un carro attrezzi, egli arriva a rompere la quarta parete e a dire alla voce narrante, che stava cercando di raccomandargli di avere una guida più sicura, di smettere.

## L'automobile
La vettura guidata da Pippo è una Lincoln-Zephyr convertibile gialla. Sebbene la rappresentazione dell'auto non sia fedele in ogni dettaglio, essa può essere riconosciuta dal profondo e rombante suono del suo motore.

## Distribuzione

### Edizione italiana
Il film fu distribuito al cinema in Italia nel 1952 con il primo doppiaggio italiano. Nel 2000 è stato realizzato un ridoppiaggio per l'inclusione nel film di montaggio direct-to-video I capolavori di Pippo. Nel ridoppiaggio il protagonista è chiamato con i nomi originali, ossia Mr. Walker e Mr. Wheeler, mentre nel primo doppiaggio signor Quattropassi e signor Millemiglia. Tuttavia in DVD è stato incluso il primo doppiaggio, il quale viene usato con preponderanza anche nelle trasmissioni televisive.

### Edizioni home video

#### VHS
- Il mondo di Pippo (ottobre 1986)[1]

#### DVD
Il cortometraggio è incluso nel DVD Walt Disney Treasures: Pippo, la collezione completa.